# Hexagramme (monnaie)
L’hexagramme (en grec byzantin : ἑξάγραμμα, hexagramma) est une pièce en argent de l'Empire byzantin, principalement frappée au VIIe siècle.

## Histoire

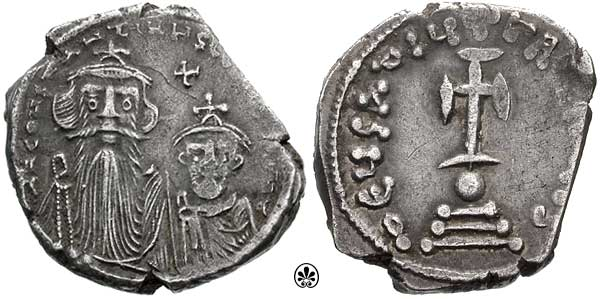
Hexagramme frappé à l'époque de Constant II, le représentant accompagné de son jeune fils et successeur désigné, Constantin IV. Sur l'autre face, une croix est représentée en référence à celle qui serait apparue à Constantin le Grand et qui figure régulièrement sur les pièces byzantines depuis Tibère II Constantin.

Jusqu'à l'émission de l'hexagramme, les pièces en argent sont exceptionnelles dans le monde romain tardif. Elles ne sont émises qu'à l'occasion de cérémonies particulières. En effet, la valeur de l'argent est alors plus fluctuante que celle de l'or, principal métal des monnaies romano-byzantines. C'est sous le règne d'Héraclius, vers 615, qu'une réforme monétaire intervient dans le contexte de la guerre perso-byzantine de 602-628. Elle introduit une nouvelle pièce en argent, grâce à la saisie de vaisselles en argent possédées par l'Église et qui sont fondues pour être réutilisées. D'un poids de six grammata (soit 6,84 grammes), cette pièce est justement nommée d'après cette valeur, d'où l'hexagramme. Elle équivaut à un douzième de solidus, la monnaie de référence en or,. Les pièces de ce type comportent la formule Deus adiuta Romanis, soit « Que Dieu aide les Romains », peut-être en référence à l'époque de crise grave que traverse l'Empire au moment de la création de l'hexagramme.
L'hexagramme continue d'être frappé sous les successeurs directs d'Héraclius mais décline dès le règne de Constantin IV (668-685). Elle ne semble plus être frappée qu'à des occasions spéciales sous Théodose III (715-717) puis est remplacée par le miliarésion par Léon III l'Isaurien, en 720,.

## Sources
- (en) Philip Grierson, Byzantine Coinage, Dumbarton Oaks, 1999 (ISBN 978-0-88402-274-9)
- (en) Walter Emil Kaegi, Heraclius, Emperor of Byzantium, Cambridge University Press, 2003, 372 p. (ISBN 978-0-521-03698-6)
- (en) Alexander Kazhdan (dir.), Oxford Dictionary of Byzantium, New York et Oxford, Oxford University Press, 1991, 1re éd., 3 tom. (ISBN 978-0-19-504652-6 et 0-19-504652-8, LCCN 90023208)